# Лоренсвилл (Джорджия)
Лоренсвилл (англ. Lawrenceville) — город в США, окружной центр округа Гуиннетт, штат Джорджия. Население — 30 834 человек (2019).

## География
Лоренсвилл расположен по координатам 33°57′10″ с. ш. 83°59′32″ з. д. (33.952879, -83.992234).  По данным Бюро переписи населения США в 2010 году город имел площадь 34,98 км², из которых 34,69 км² — суша и 0,29 км² — водоёмы.

## Демография
| Год переписи                          | Нас.  |       | %±     |
| ------------------------------------- | ----- | ----- | ------ |
| 1880                                  | 463   |       | —      |
| 1890                                  | 566   |       | 22,2%  |
| 1900                                  | 853   |       | 50,7%  |
| 1920                                  | 2059  |       | 141,4% |
| 1960                                  | 3804  |       | 84,7%  |
| 1970                                  | 5207  |       | 36,9%  |
| 1980                                  | 8928  |       | 71,5%  |
| 2000                                  | 22397 |       | 150,9% |
| 2019                                  | 30834 | [ 4 ] | 37,7%  |
| 1880–2019 Десятилетняя перепись в США |       |       |        |

Согласно переписи 2010 года, в городе проживало 28 546 человек в 9973 домохозяйствах в составе 6923 семей.  Плотность населения составляла 816 человек/км².  Было 11187 квартир (320/км²).
Расовый состав населения:
| - 48,0 % — белых - 32,0 % — чёрных или афроамериканцыв - 5,7 % — азиатов - 0,6 % — коренных американцев - 10,3% — лица других рас |

К двум или более расам принадлежало 3,4 %. Доля испаноязычных составила 22,3% всех жителей.
По возрастному диапазону населения распределялось следующим образом: 29,8% — лица младше 18 лет, 61,0% — лица в возрасте 18-64 лет, 9,2% — лица в возрасте 65 лет и старше.  Медиана возраста жителя составила 32,4 года.  На 100 человек женского пола в городе приходилось 91,4 человека;  на 100 женщин в возрасте от 18 лет и старше — 87,5 мужчин также старше 18 лет.
Средний доход на одно домашнее хозяйство составлял 53 684 доллары США (медиана — 41 743), а средний доход на одну семью — 56 047 долларов (медиана — 41 313). Медиана доходов составила 35 970 долларов для мужчин и 30 953 доллары для женщин. За чертой бедности находилось 24,4 % человек, в  в том числе 35,5% детей в возрасте до 18 лет и 15,7% в возрасте 65 лет и старше.
Гражданское трудоустроенное население составляло 12 663 человека.  Основные отрасли занятости: розничная торговля - 19,2%, образование, здравоохранение и социальная помощь - 18,3%, ученые, специалисты, менеджеры - 10,7%, строительство - 9,9%.